# 1. Fußballclub Union Berlin 2002-2003
Questa voce raccoglie le informazioni riguardanti il 1. Fußballclub Union Berlin nelle competizioni ufficiali della stagione 2002-2003.

## Stagione
Nella stagione 2002-2003 l'Union Berlino, allenato da Georgi Vasilev, Ivan Tishanski e Miroslav Votava, concluse il campionato di 2. Bundesliga al 9º posto. In Coppa di Germania l'Union Berlino fu eliminato al secondo turno dall'Unterhaching.

## Rosa
| N. |                       | Ruolo | Calciatore       |
| -- | --------------------- | ----- | ---------------- |
| 1  | Germania (bandiera)   | P     | Sven Beuckert    |
| 2  | Germania (bandiera)   | A     | Steffen Baumgart |
| 3  | Germania (bandiera)   | D     | Ronny Nikol      |
| 4  | Nigeria (bandiera)    | C     | Uche Igwe        |
| 5  | Germania (bandiera)   | D     | Michael Molata   |
| 6  | Nigeria (bandiera)    | C     | Chibuike Okeke   |
| 7  | Slovacchia (bandiera) | D     | Ivan Kozák       |
| 8  | Bulgaria (bandiera)   | C     | Kostadin Vidolov |
| 9  | Germania (bandiera)   | D     | Jan Sandmann     |
| 11 | Germania (bandiera)   | D     | Daniel Ernemann  |
| 12 | Germania (bandiera)   | C     | Andreas Ruhmland |
| 13 | Germania (bandiera)   | C     | Florian Bruns    |

| N. |                                | Ruolo | Calciatore          |
| -- | ------------------------------ | ----- | ------------------- |
| 14 | Germania (bandiera)            | D     | Heiner Backhaus     |
| 15 | Senegal (bandiera)             | A     | Salif Keïta         |
| 16 | Bulgaria (bandiera)            | C     | Hristo Koilov       |
| 17 | Germania (bandiera)            | P     | Jan Glinker         |
| 18 | Germania (bandiera)            | C     | Sixten Veit         |
| 19 | Rep. Ceca (bandiera)           | C     | Jiří Balcárek       |
| 20 | Germania (bandiera)            | P     | Robert Wulnikowski  |
| 22 | Germania (bandiera)            | D     | Steffen Menze       |
| 23 | Serbia e Montenegro (bandiera) | A     | Sreto Ristić        |
| 24 | Germania (bandiera)            | C     | Holger Wehlage      |
| 33 | Germania (bandiera)            | D     | Tom Persich         |
| 46 | Marocco (bandiera)             | D     | Youssef el Akchaoui |

## Organigramma societario
Area tecnica
- Allenatore: Miroslav Votava
- Allenatore in seconda: Ivan Tishanski
- Preparatore dei portieri:
- Preparatori atletici:

## Calciomercato

### Sessione estiva
| Acquisti | Acquisti            | Acquisti      | Acquisti |
| R.       | Nome                | da            | Modalità |
| -------- | ------------------- | ------------- | -------- |
| D        | Heiner Backhaus     | Hannover 96   |          |
| A        | Steffen Baumgart    | Hansa Rostock |          |
| D        | Youssef el Akchaoui | Excelsior     |          |
| A        | Uche Igwe           | Wolfsburg II  |          |
| A        | Salif Keïta         | Hannover 96   |          |
| D        | Michael Molata      | Babelsberg    |          |
| D        | Jan Sandmann        | Amburgo       |          |

| Cessioni | Cessioni           | Cessioni       | Cessioni |
| R.       | Nome               | da             | Modalità |
| -------- | ------------------ | -------------- | -------- |
| A        | Ferdinand Chifon   | Pogoń Stettino |          |
| A        | Lutuf Dinc         | Malatyaspor    |          |
| C        | Božidar Đurković   | OFK Belgrado   |          |
| C        | Christian Fährmann | TeBe Berlino   |          |
| A        | Harun Isa          | Osnabrück      |          |
| D        | Marko Tredup       | Osnabrück      |          |

### Sessione invernale
| Acquisti | Acquisti       | Acquisti     | Acquisti |
| R.       | Nome           | da           | Modalità |
| -------- | -------------- | ------------ | -------- |
| C        | Florian Bruns  | Friburgo     |          |
| C        | Holger Wehlage | Werder Brema |          |

| Cessioni | Cessioni      | Cessioni          | Cessioni |
| R.       | Nome          | da                | Modalità |
| -------- | ------------- | ----------------- | -------- |
| A        | Petar Divić   | Eintracht Treviri |          |
| C        | Cristian Fiél | Bochum            |          |

## Risultati

### 2. Bundesliga

#### Girone di andata
| Arbitro: | Strampe |

|  |           |                         |
|  | Marcatori | 36’ (rig.), 74’ Voronin |

| Arbitro: | Trautmann |

|          |           |                      |
| Camus 7’ | Marcatori | 41’ Keïta 60’ Ristić |

| Berlino 25 agosto 2002, ore 15:00 CEST 3ª giornata | Union Berlino | 0 – 0 referto | RW Oberhausen | Stadio An der Alten Försterei (8 187 spett.)\| Arbitro: \| Frank \| |
| Arbitro:                                           | Frank         |               |               |                                                                     |

| Arbitro: | Rafati |

|  |           |              |
|  | Marcatori | 82’ Baumgart |

| Arbitro: | Fleischer |

|                                                |           |                           |
| Baumgart 58’ Igwe 62’ Sandmann 73’ Vidolov 85’ | Marcatori | 37’ Meier 80’ Rasiejewski |

| Arbitro: | Gagelmann |

|                                                          |           |  |
| K'obiashvili 10’ (rig.) Ramdane 55’ Zeyer 80’ Müller 83’ | Marcatori |  |

| Arbitro: | Lange |

|                     |           |                      |
| Ristić 34’ Igwe 43’ | Marcatori | 6’ Surmann 27’ Ruman |

| Arbitro: | Steinborn |

|                                                               |           |  |
| Cichon 1’ Kringe 4’, 9’ Lottner 43’, 77’ Scherz 61’ Kurth 85’ | Marcatori |  |

| Arbitro: | Schmidt |

|                      |           |                           |
| Ristić 49’ Keïta 87’ | Marcatori | 45’ Schmidt 79’ Bonimeier |

| Arbitro: | Perl |

|                                   |           |                         |
| Labbadia 18’ Çetin 66’ Trares 83’ | Marcatori | 60’ Baumgart 64’ Koilov |

| Berlino 1º novembre 2002, ore 19:00 CET 11ª giornata | Union Berlino | 0 – 0 referto | Duisburg | Stadio An der Alten Försterei (6 741 spett.)\| Arbitro: \| Weber \| |
| Arbitro:                                             | Weber         |               |          |                                                                     |

| Arbitro: | Kammerer |

|                                          |           |  |
| Ivanović 20’ van der Luer 40’ Spizak 46’ | Marcatori |  |

| Arbitro: | Frank |

|             |           |                  |
| Vidolov 53’ | Marcatori | 45’ Kryszałowicz |

| Arbitro: | Anklam |

|                 |           |             |
| Gorschlüter 28’ | Marcatori | 61’ Vidolov |

| Arbitro: | Schalk |

|                                  |           |           |
| Molata 17’ Baumgart 65’ Fiél 81’ | Marcatori | 44’ Zandi |

| Arbitro: | Stachowiak |

|           |           |                          |
| Choji 28’ | Marcatori | 66’ Baumgart 84’ Vidolov |

| Arbitro: | Wack |

|             |           |                                     |
| Vidolov 45’ | Marcatori | 48’ Peković 68’ Winkler 90’ Thömmes |

#### Girone di ritorno
| Arbitro: | Margenberg |

|             |           |  |
| Voronin 45’ | Marcatori |  |

| Arbitro: | Perl |

|           |           |                 |
| Menze 50’ | Marcatori | 21’ Plassnegger |

| Arbitro: | Weber |

|                           |           |                               |
| Radulović 15’, 52’ (rig.) | Marcatori | 45’ (rig.) Vidolov 69’ Ristić |

| Berlino 26 marzo 2003, ore 20:00 CET 21ª giornata | Union Berlino | 0 – 0 referto | Reutlingen | Stadio An der Alten Försterei (6 567 spett.)\| Arbitro: \| Raquet \| |
| Arbitro:                                          | Raquet        |               |            |                                                                      |

| Arbitro: | Albrecht |

|                       |           |                    |
| Blank 46’ N'Diaye 70’ | Marcatori | 87’ Keïta 90’ Veit |

| Arbitro: | Jansen |

|            |           |               |
| Ristić 25’ | Marcatori | 81’ Coulibaly |

| Arbitro: | Otte |

|           |           |           |
| Rösler 2’ | Marcatori | 61’ Keïta |

| Arbitro: | Kircher |

|  |           |                                  |
|  | Marcatori | 53’ Scherz 55’ Kioyo 87’ Lottner |

| Arbitro: | Steinborn |

|  |           |              |
|  | Marcatori | 38’ Baumgart |

| Berlino 6 aprile 2003, ore 15:00 CEST 27ª giornata | Union Berlino | 0 – 0 referto | Karlsruhe | Stadio An der Alten Försterei (7 211 spett.)\| Arbitro: \| Gagelmann \| |
| Arbitro:                                           | Gagelmann     |               |           |                                                                         |

| Arbitro: | Walz |

|  |           |              |
|  | Marcatori | 48’ Baumgart |

| Arbitro: | Stachowiak |

|                                        |           |                          |
| Grlić 55’ (aut.) Wehlage 57’ Keïta 62’ | Marcatori | 13’ Krontiris 29’ Heeren |

| Francoforte sul Meno 25 aprile 2003, ore 19:00 CEST 30ª giornata | Eintracht Francoforte | 0 – 0 referto | Union Berlino | Waldstadion (15 000 spett.)\| Arbitro: \| Kammerer \| |
| Arbitro:                                                         | Kammerer              |               |               |                                                       |

| Arbitro: | Schalk |

|              |           |           |
| Baumgart 42’ | Marcatori | 90’ Bella |

| Arbitro: | Jansen |

|  |           |              |
|  | Marcatori | 52’ Baumgart |

| Arbitro: | Kinhöfer |

|  |           |            |
|  | Marcatori | 29’ Rische |

| Arbitro: | Anklam |

|  |           |           |
|  | Marcatori | 20’ Okeke |

### Coppa di Germania
| Arbitro: | Schmidt |

|             |           |                      |
| Popović 85’ | Marcatori | 55’ Fiél 101’ Koilov |

| Arbitro: | Trautmann |

|           |           |  |
| Leitl 70’ | Marcatori |  |

## Statistiche

### Statistiche di squadra
| Competizione      | Punti | In casa | In casa | In casa | In casa | In casa | In casa | In trasferta | In trasferta | In trasferta | In trasferta | In trasferta | In trasferta | Totale | Totale | Totale | Totale | Totale | Totale | DR  |
| Competizione      | Punti | G       | V       | N       | P       | Gf      | Gs      | G            | V            | N            | P            | Gf           | Gs           | G      | V      | N      | P      | Gf     | Gs     | DR  |
| ----------------- | ----- | ------- | ------- | ------- | ------- | ------- | ------- | ------------ | ------------ | ------------ | ------------ | ------------ | ------------ | ------ | ------ | ------ | ------ | ------ | ------ | --- |
| 2. Bundesliga     | 45    | 17      | 3       | 10      | 4       | 19      | 22      | 17           | 7            | 5            | 5            | 17           | 26           | 34     | 10     | 15     | 9      | 36     | 48     | -12 |
| Coppa di Germania | -     | 0       | 0       | 0       | 0       | 0       | 0       | 2            | 1            | 0            | 1            | 2            | 2            | 2      | 1      | 0      | 1      | 2      | 2      | 0   |
| Totale            | 45    | 17      | 3       | 10      | 4       | 19      | 22      | 19           | 8            | 5            | 6            | 19           | 28           | 36     | 11     | 15     | 10     | 38     | 50     | -12 |

### Andamento in campionato
| Giornata  | 1  | 2 | 3  | 4 | 5 | 6 | 7 | 8  | 9  | 10 | 11 | 12 | 13 | 14 | 15 | 16 | 17 | 18 | 19 | 20 | 21 | 22 | 23 | 24 | 25 | 26 | 27 | 28 | 29 | 30 | 31 | 32 | 33 | 34 |
| --------- | -- | - | -- | - | - | - | - | -- | -- | -- | -- | -- | -- | -- | -- | -- | -- | -- | -- | -- | -- | -- | -- | -- | -- | -- | -- | -- | -- | -- | -- | -- | -- | -- |
| Luogo     | C  | T | C  | T | C | T | C | T  | C  | T  | C  | T  | C  | T  | C  | T  | C  | T  | C  | T  | T  | C  | T  | C  | T  | C  | C  | T  | C  | T  | C  | T  | C  | T  |
| Risultato | P  | V | N  | V | V | P | N | P  | N  | P  | N  | P  | N  | N  | V  | V  | P  | P  | N  | N  | N  | N  | N  | P  | V  | N  | N  | V  | V  | N  | N  | V  | P  | V  |
| Posizione | 16 | 9 | 10 | 9 | 4 | 7 | 8 | 10 | 11 | 12 | 11 | 13 | 13 | 13 | 12 | 12 | 12 | 12 | 12 | 12 | 12 | 12 | 12 | 12 | 13 | 13 | 12 | 11 | 10 | 11 | 11 | 9  | 9  | 9  |

Legenda:

Luogo: C = Casa; T = Trasferta. Risultato: V = Vittoria; N = Pareggio; P = Sconfitta.

### Statistiche dei giocatori
| Giocatore      | 2. Bundesliga | 2. Bundesliga | 2. Bundesliga | 2. Bundesliga | Coppa di Germania | Coppa di Germania | Coppa di Germania | Coppa di Germania | Totale   | Totale | Totale      | Totale     |
| Giocatore      | Presenze      | Reti          | Ammonizioni   | Espulsioni    | Presenze          | Reti              | Ammonizioni       | Espulsioni        | Presenze | Reti   | Ammonizioni | Espulsioni |
| -------------- | ------------- | ------------- | ------------- | ------------- | ----------------- | ----------------- | ----------------- | ----------------- | -------- | ------ | ----------- | ---------- |
| Y. Akchaoui    | 11            | 0             | 2             | 0             | 0                 | 0                 | 0                 | 0                 | 11       | 0      | 2           | 0          |
| H. Backhaus    | 8             | 0             | 0             | 0             | 2                 | 0                 | 1                 | 0                 | 10       | 0      | 1           | 0          |
| J. Balcárek    | 29            | 0             | 6             | 0             | 1                 | 0                 | 0                 | 0                 | 30       | 0      | 6           | 0          |
| S. Baumgart    | 32            | 9             | 4             | 1             | 2                 | 0                 | 1                 | 0                 | 34       | 9      | 5           | 1          |
| S. Beuckert    | 13            | 0             | 2             | 0             | 1                 | 0                 | 0                 | 0                 | 14       | 0      | 2           | 0          |
| F. Bruns       | 11            | 0             | 2             | 0             | 0                 | 0                 | 0                 | 0                 | 11       | 0      | 2           | 0          |
| P. Divić       | 4             | 0             | 0             | 0             | 0                 | 0                 | 0                 | 0                 | 4        | 0      | 0           | 0          |
| D. Ernemann    | 21            | 0             | 2             | 0             | 0                 | 0                 | 0                 | 0                 | 21       | 0      | 2           | 0          |
| C. Fiél        | 15            | 1             | 4             | 0             | 1                 | 1                 | 0                 | 0                 | 16       | 2      | 4           | 0          |
| J. Glinker     | 0             | 0             | 0             | 0             | 0                 | 0                 | 0                 | 0                 | 0        | 0      | 0           | 0          |
| U. Igwe        | 22            | 2             | 1             | 0             | 2                 | 0                 | 0                 | 0                 | 24       | 2      | 1           | 0          |
| S. Keïta       | 26            | 5             | 1             | 0             | 2                 | 0                 | 0                 | 0                 | 28       | 5      | 1           | 0          |
| H. Koilov      | 19            | 1             | 4             | 1             | 2                 | 1                 | 0                 | 0                 | 21       | 2      | 4           | 1          |
| I. Kozák       | 0             | 0             | 0             | 0             | 1                 | 0                 | 0                 | 0                 | 1        | 0      | 0           | 0          |
| S. Menze       | 27            | 1             | 3             | 0             | 1                 | 0                 | 0                 | 0                 | 28       | 1      | 3           | 0          |
| M. Molata      | 29            | 1             | 9             | 1             | 1                 | 0                 | 0                 | 0                 | 30       | 1      | 9           | 1          |
| R. Nikol       | 32            | 0             | 7             | 0             | 2                 | 0                 | 1                 | 0                 | 34       | 0      | 8           | 0          |
| C. Okeke       | 16            | 1             | 0             | 0             | 2                 | 0                 | 0                 | 0                 | 18       | 1      | 0           | 0          |
| T. Persich     | 21            | 0             | 4             | 0             | 1                 | 0                 | 0                 | 0                 | 22       | 0      | 4           | 0          |
| S. Ristić      | 27            | 5             | 2             | 0             | 2                 | 0                 | 0                 | 0                 | 29       | 5      | 2           | 0          |
| A. Ruhmland    | 0             | 0             | 0             | 0             | 0                 | 0                 | 0                 | 0                 | 0        | 0      | 0           | 0          |
| J. Sandmann    | 21            | 1             | 1             | 1             | 2                 | 0                 | 1                 | 0                 | 23       | 1      | 2           | 1          |
| S. Veit        | 15            | 1             | 0             | 0             | 0                 | 0                 | 0                 | 0                 | 15       | 1      | 0           | 0          |
| K. Vidolov     | 28            | 6             | 1             | 0             | 2                 | 0                 | 0                 | 0                 | 30       | 6      | 1           | 0          |
| H. Wehlage     | 15            | 1             | 4             | 0             | 0                 | 0                 | 0                 | 0                 | 15       | 1      | 4           | 0          |
| R. Wulnikowski | 22            | 0             | 0             | 0             | 1                 | 0                 | 1                 | 0                 | 23       | 0      | 1           | 0          |